# Liste des émissions de franc français depuis 1960
Ceci est une liste de toutes les émissions de franc français depuis 1960, les pièces de monnaie ainsi que les billets de banque.
L'intégralité de ces pièces sont en frappe « monnaie », c'est-à-dire que l'avers et le revers ne sont pas frappés dans le même sens — le haut de l'avers correspond au bas du revers. Les pièces en euros sont, quant à elles, en frappe « médaille », c'est-à-dire que l'avers et le revers sont frappés dans le même sens.

## Historique

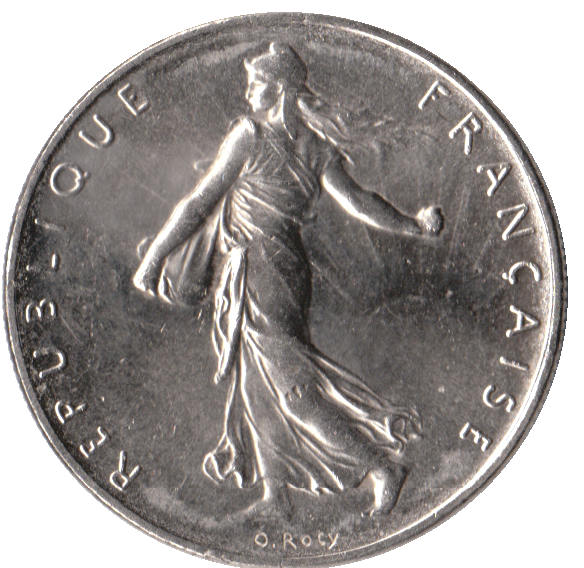
Le type Semeuse de Roty restauré lors du passage au nouveau franc

Revenu au pouvoir en juin 1958, le général de Gaulle décide de réformer la structure économique et constitutionnelle du pays, et confie au ministre des Finances Antoine Pinay et à l'économiste Jacques Rueff la mission de créer un « franc lourd », en parallèle à une nouvelle dévaluation de 17,5 %, la septième depuis la Libération. Ce « nouveau franc » vaudra 100 « anciens francs » ; ainsi un produit à 519 (anciens) francs coûtera désormais 5,19 (nouveaux) francs, ou 5 francs et 19 centimes (division par 100). Ce franc est parfois appelé franc Pinay ou franc De Gaulle.
- 27 décembre 1958 : adoption du Plan Pinay-Rueff qui vise la création du nouveau franc.
- 1er janvier 1960 : mise en circulation.

En 1963, le nouveau franc est simplement appelé « franc ».
Cette monnaie fut totalement démonétisée en 2002 lors du passage à l'Euro.

## Pièces divisionnaires: de 1 à 50 centimes
Les pièces divisionnaires n'ont jamais eu d’émissions commémoratives.

Pièces divisionnaires en francs français
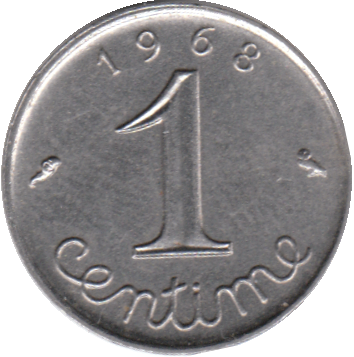
1 centime épi (1960).
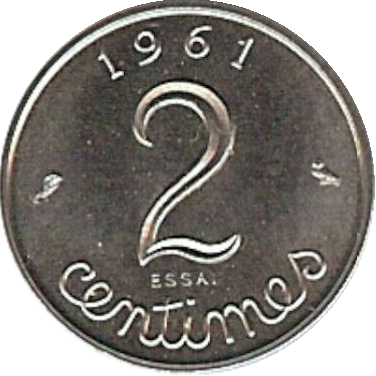
2 centimes épi (1960)[1].
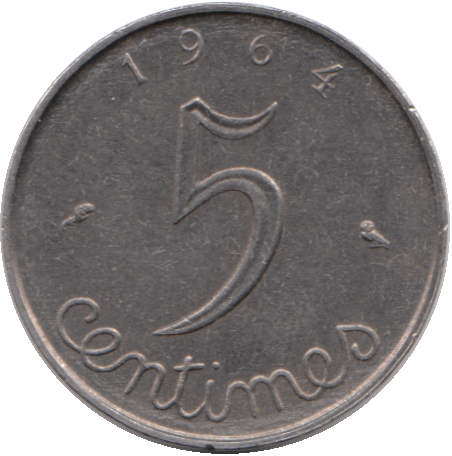
5 centimes épi (1960).
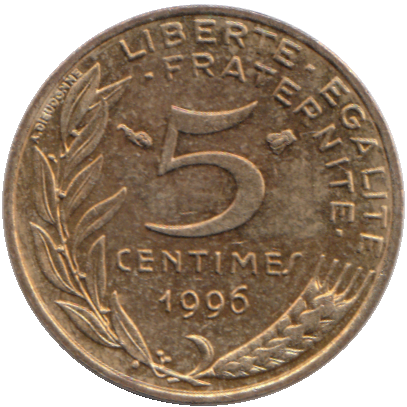
5 centimes Marianne (1966).
10 centimes Marianne (1962).
20 centimes Marianne (1962).
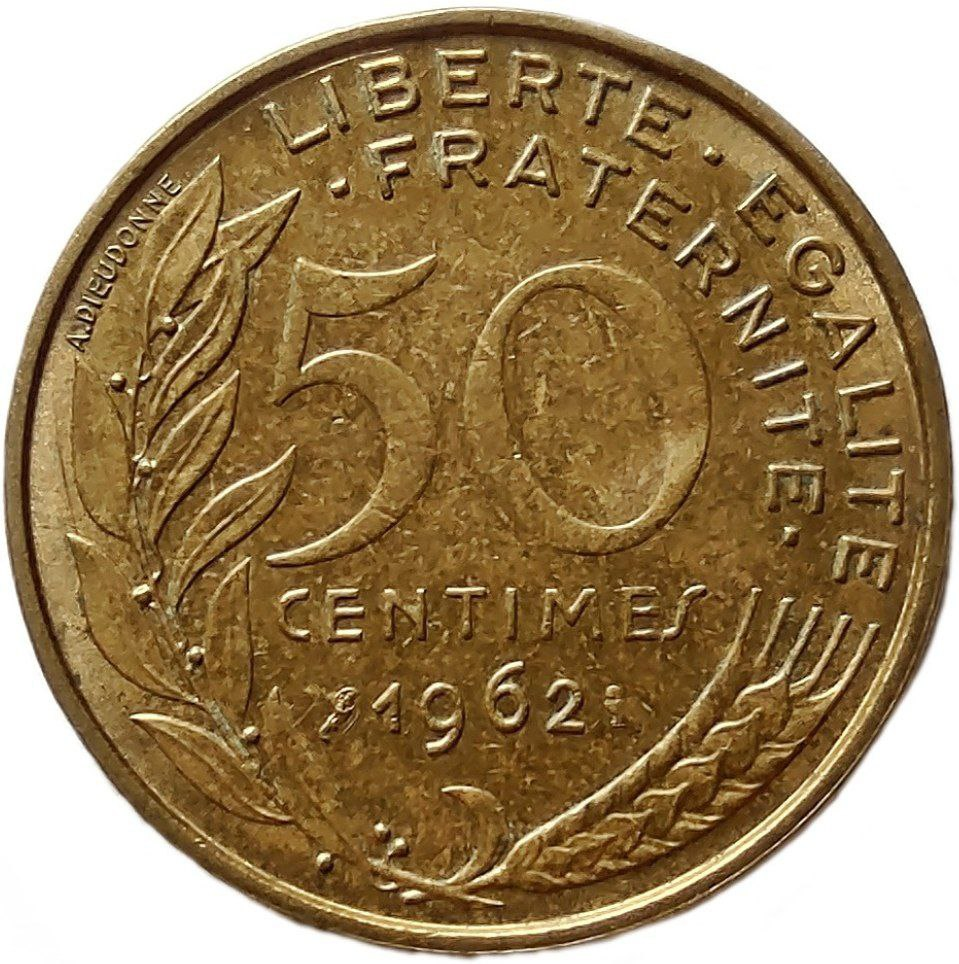
50 centimes Marianne (1962).
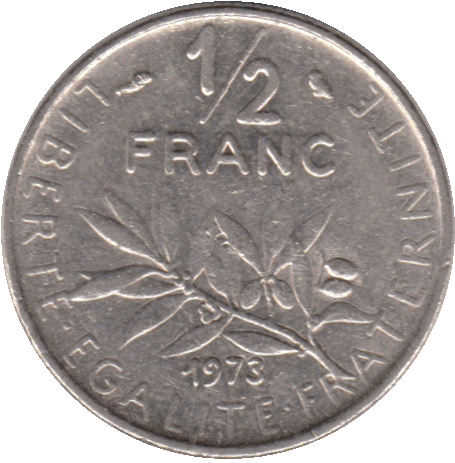
Un demi-franc Semeuse (1965).

## Pièces non divisionnaires: de 1 à 100 francs
La première pièce commémorative à circulation normale est apparue en 1982 au type Mathieu (Léon Gambetta) avec un tirage de 3 millions d'exemplaires.
| Types courant | Émissions commémoratives |
| --- | --- |
| - 1 franc Semeuse (1960) | - 1 franc de Gaulle (1988) - 1 franc États généraux (1989) - 1 franc Première République (1992) - 1 franc Institut de France (1995) - 1 franc Jacques Rueff (1996) |
| - 2 francs Semeuse (1979)                                                                                                   | - 2 francs Jean Moulin (1993) - 2 francs Louis Pasteur (1995) - 2 francs Georges Guynemer (1997) - 2 francs Déclaration universelle des droits de l'homme (1998) |
| - 5 francs Semeuse (1960)                                                                                                   | - 5 francs Tour Eiffel (1989) - 5 francs Mendès France (1992) - 5 francs Voltaire (1994) - 5 francs Cinquantenaire de l'ONU (1995) - Pièce de 5 francs Hercule (1996) - Pièce de 5 francs Statère des Parisii (2000) - Pièce de 5 francs denier de Charlemagne (2000) - Pièce de 5 francs écu d'or de Saint-Louis (2000) - 5 francs à cheval de Jean le Bon (2000) - Pièce de 5 francs d'argent d'Henri III (2000) - Pièce de 5 francs Louis d'or de Louis XIII (2000) - Pièce de 5 francs Liberté de Dupré (2000) - Pièce de 5 francs Marianne de Chaplain (2000) - Pièce de 5 francs Marianne de Lagriffoul (2000) de Henri Lagriffoul |
| - 10 francs Hercule (1964) - 10 francs Mathieu (1974) - 10 francs République (1986) - 10 francs Génie de la Bastille (1988) | - 10 francs Léon Gambetta (1982) - 10 francs Conquête de l'espace (1983) - 10 francs Stendhal (1983) - 10 francs François Rude (1984) - 10 francs Victor Hugo (1985) - 10 francs Robert Schuman (1986) - 10 francs Millénaire Capétien (1987) - 10 francs Roland Garros (1988) - 10 francs Montesquieu (1989) |
| - 20 francs Le Mont-Saint-Michel (1992)                                                                                     | - 20 francs Jeux méditerranéens (1993) - 20 francs Pierre de Coubertin (1994) |
| - 50 francs Hercule (1974)                                                                                                  | Pas d'émissions commémoratives. |
| - 100 francs Panthéon (1982)                                                                                                | - 100 francs Panthéon (1982) - 100 francs Marie Curie (1984) - 100 francs Émile Zola (1985) - 100 francs statue de la Liberté (1986) - 100 francs La Fayette (1986) - 100 francs Fraternité (1988) - 100 francs Droits de l'Homme (1989) - 100 francs Charlemagne (1990) - 100 francs René Descartes (1991) - 100 francs Jean Monnet (1992) - 100 francs Liberté guidant le peuple (1993) - 100 francs Libération de Paris (1994) - 100 francs 8 mai 1945 (1995) - 100 francs Clovis (1996) - 100 francs André Malraux (1997) |

## Billets
- 5 nouveaux francs Victor Hugo (1959)
- 5 francs Pasteur (1966)
- 10 nouveaux francs Richelieu (1959)
- 10 francs Voltaire (1963)
- 10 francs Berlioz (1972)
- 20 francs Debussy (1980)
- 50 nouveaux francs Henri IV (1959)
- 50 francs Racine (1962)
- 50 francs Quentin de La Tour (1976)
- 50 francs Saint-Exupéry (1992)
- 100 nouveaux francs Bonaparte (1959)
- 100 francs Corneille (1964)
- 100 francs Delacroix (1978)
- 100 francs Cézanne (1997)
- 200 francs Montesquieu (1981)
- 200 francs  Gustave Eiffel (1995)
- 500 nouveaux francs Molière (1959)
- 500 francs Pascal (1968)
- 500 francs Marie et Pierre Curie (1994)

Dernière série de billets de banque en francs français
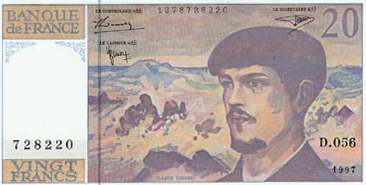
20 francs Debussy
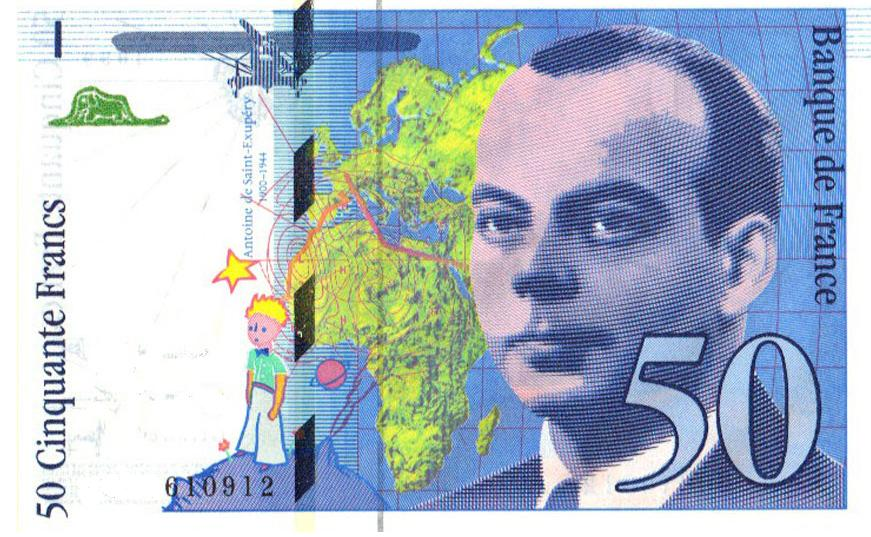
50 francs Saint-Exupéry
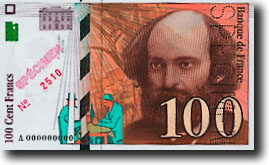
100 francs Cézanne
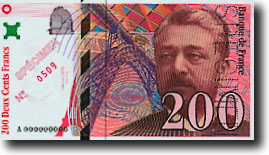
200 francs Eiffel
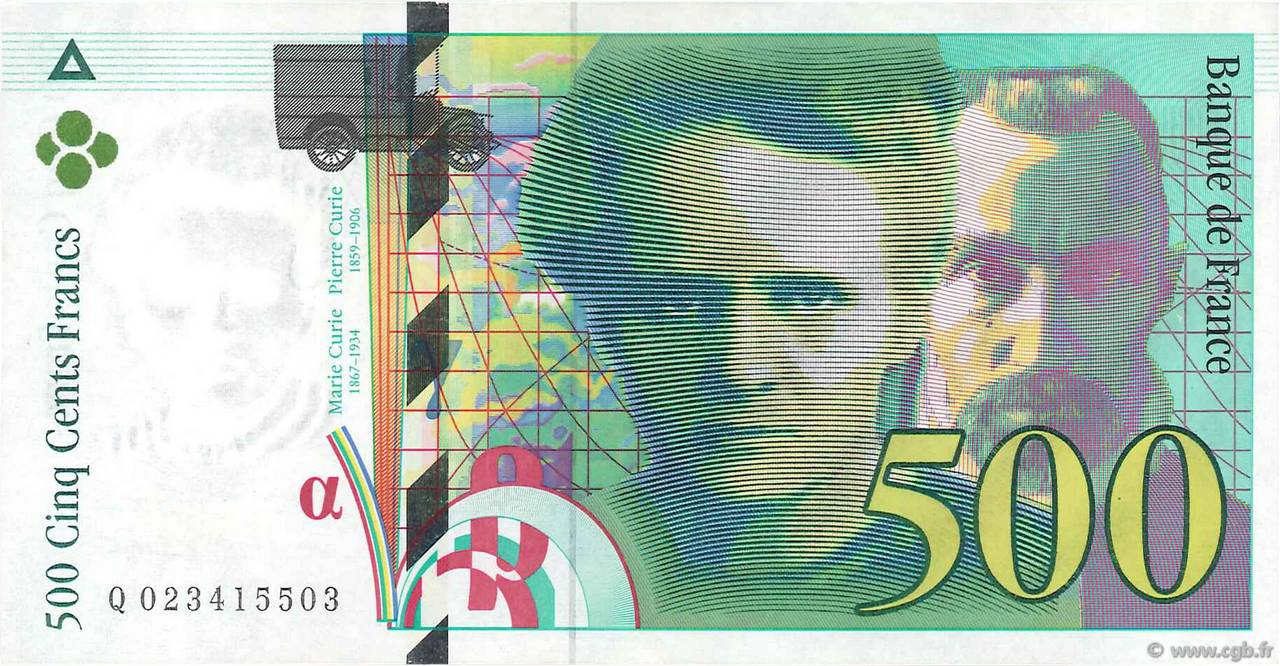
500 francs Pierre et Marie Curie